# Esquema T
O esquema T ou esquema-verdade (não confundir com 'Convenção T') é usado para dar uma definição indutiva da verdade definida na teoria semântica da verdade de Alfred Tarski. Alguns autores o denominam "Esquema de Equivalência", um sinônimo introduzido por Michael Dummett.
O esquema T normalmente é expresso na linguagem natural, mas pode ser formalizado na lógica de predicados ou na lógica modal. Tal formalização é denominada teoria T. Teorias-T formam a base de muitos trabalhos fundamentais da lógica filosófica, onde são aplicados em várias controvérsias importantes na filosofia analítica.
Como expressa na linguagem semi-natural (onde 'S' é o nome da sentença abreviada para S): 'S' é verdade se e somente se S
Exemplo: 'a neve é branca' é verdade se e somente se a neve é branca.

## Definição Indutiva
Usando o esquema, pode-se dar uma definição indutiva para a verdade de sentenças compostas. Sentenças atômicas são valores-verdade atribuídos descitacionalmente. Por exemplo, a sentença "'A neve é branca' é verdade" passa a ser materialmente equivalente à sentença "a neve é branca", ou seja, 'a neve é branca' é verdade se e somente se a neve é branca. A verdade de sentenças mais complexas é definida em termos de componentes da sentença:
- Uma sentença na forma "A e B" é verdade se e somente se A é verdadeiro e B é verdadeiro
- Uma sentença na forma "A ou B" é verdade se e somente se A é verdadeiro ou B é verdadeiro
- Uma sentença na forma "se A então B" é verdade se e somente se A é falso ou B é verdadeiro; ver Implicação
- Uma sentença na forma "não A" é verdade se e somente se A é falso
- Uma sentença na forma "para todo x, A(x)" é verdade se e somente se para todo valor possível de x, A(x) é verdade.
- Uma sentença na forma "para algum x, A(x)" é verdade se e somente se para algum valor possível de x, A(x) é verdade.

## Linguagens naturais
Joseph Heath aponta  que "A análise do predicado de verdade fornecido pelo Esquema T de Tarski não e capaz de lidar com todas as ocorrências do predicado de verdade na linguagem natural. Em particular, o Esquema T trata somente usos "livres" dos predicados quando este é aplicado em sentenças completas." Ele fornece como um "problema óbvio" a sentença:
- Tudo o que Bill acredita é verdade.

Hath argumenta que analisando-se essa sentença usando o Esquema T, é gerado o seguinte fragmento de sentença: "tudo o que Bill acredita" - no lado direito do bicondicional.